# 若い女性の肖像 (ボッティチェッリ、フランクフルト)
『若い女性の肖像』（わかいじょせいのしょうぞう、イタリア語: Ritratto di giovane donna）は、一般的にイタリアのルネサンス期の画家ボッティチェッリに帰属されている絵画であり、1480-1485年に制作された。ヤコポ・ダ・セッライオに帰属する研究者もいる。女性は横顔で示されているが、胸を四分の三斜めに向けて、首にかけているカメオのメダルを見せている。メダルは、ロレンツォ・デ・メディチが所有していたアポロとマルシュアスを表している有名なアンティークのカーネリアンである「ネロの印章」を逆向きにした複製である  。
ドイツのフランクフルトにあるシュテーデル美術館に所蔵されている。他の同様のボッティチェリの絵画は、ナショナル・ギャラリー (ロンドン)、 ベルリン絵画館、そして東京の丸紅コレクションにある。
ナショナル・ギャラリー (ワシントンD.C.) のディヴィッド・アラン・ブラウンは、絵画をニンフまたは女神として神話化された理想的女性であると説明している。この見解は、シュテーデル美術館によって与えられたタイトルに反映している。絵画は、ボッティチェッリまたは、画家の工房にによる一群の同様の絵画の一つである 。
美術史家のアビ・ヴァールブルクは、この絵画がシモネッタ・ヴェスプッチの理想的な肖像画であると最初に示唆した。

## ギャラリー

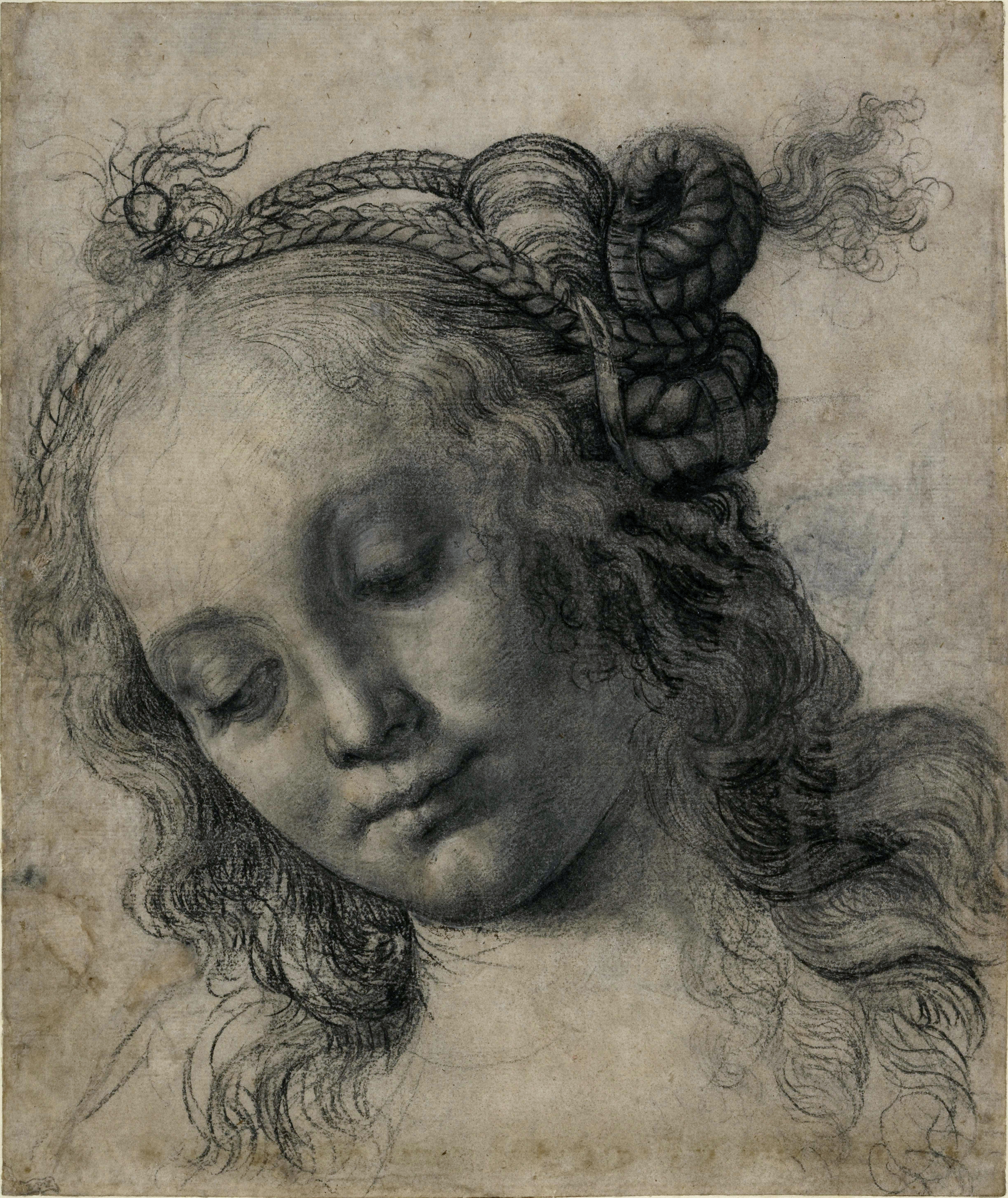
アンドレア・デル・ヴェロッキオ　『女性の頭部』、1475年ごろ、木炭（一部油彩の可能性あり）、鉛白、ペン、茶色のインクでハイライトされた木炭画、324 x 273 mm、大英博物館。ヴェロッキオは、この種の理想的な美しさを発明したと信じられている [2] 。
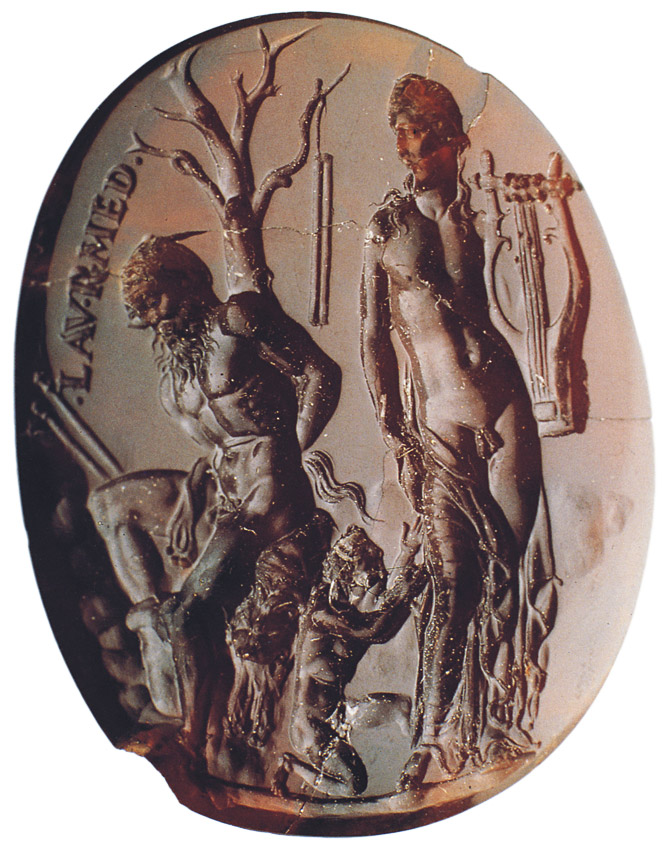
現在ナポリ国立考古学博物館に所蔵されている、ロレンツォ・デ・メディチが所有していたアウグストゥスの時代にさかのぼる、彫刻が施されたカーネリアンの『ネロの印章』
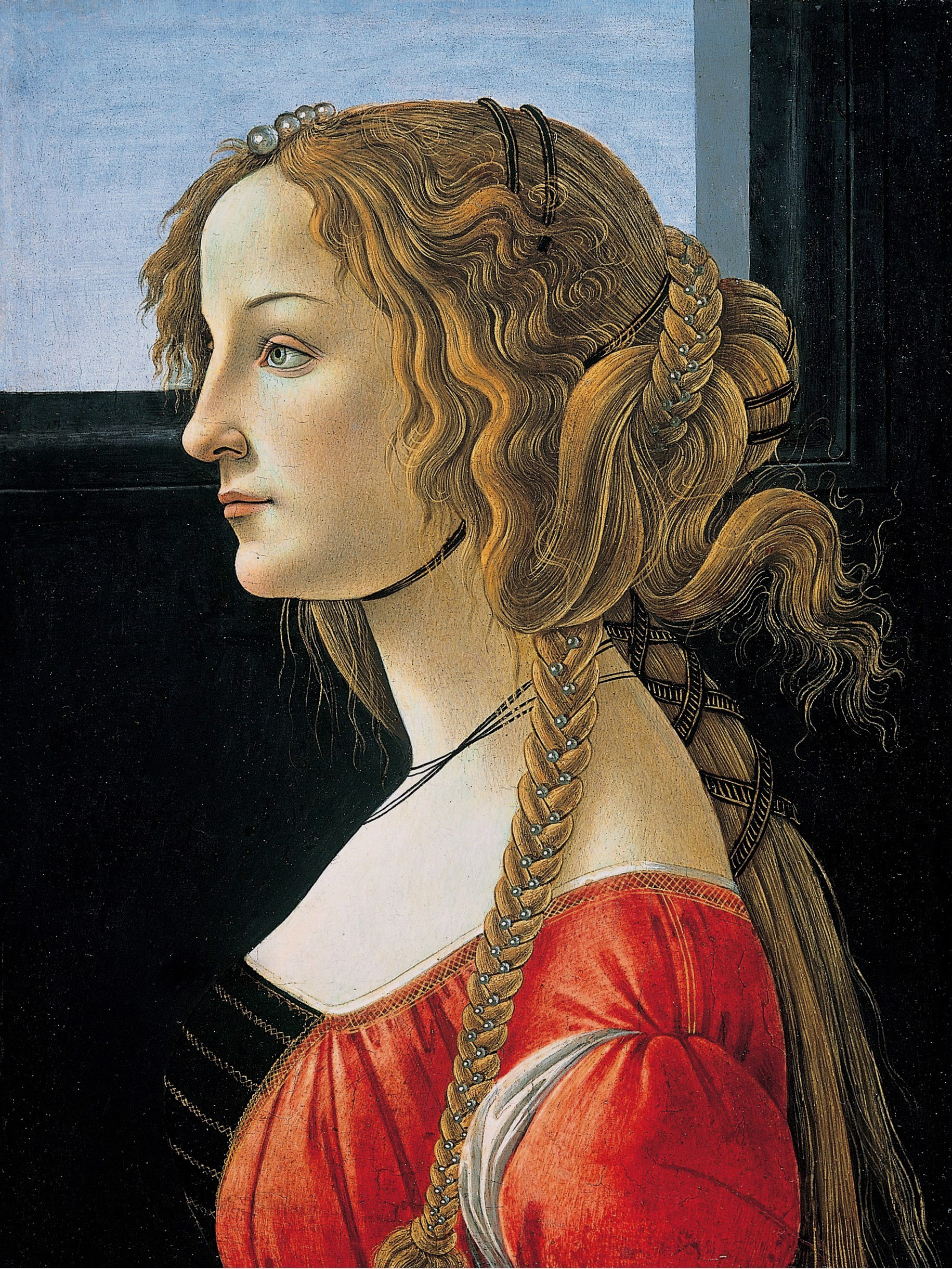
サンドロ・ボッティチェッリ『女性の肖像』(1480年代半ば)、ベルリン絵画館